# Tennistavolo ai II Giochi olimpici giovanili estivi
Le gare di tennistavolo ai II Giochi olimpici giovanili estivi sono state disputate al Wutaishan Sports Center di Nanchino dal 17 al 23 agosto 2014.

## Medagliere
| Pos.   | Paese       |   |   |   | Totale |
| ------ | ----------- | - | - | - | ------ |
| 1      | Cina        | 3 | 0 | 0 | 3      |
| 2      | Giappone    | 0 | 2 | 0 | 2      |
| 3      | Hong Kong   | 0 | 1 | 1 | 2      |
| 4      | Brasile     | 0 | 0 | 1 | 1      |
| 4      | Stati Uniti | 0 | 0 | 1 | 1      |
| Totale | Totale      | 3 | 3 | 3 | 9      |

## Podi
| Evento                         | Oro                           | Argento                           | Bronzo                            |
| Singolare maschile (dettagli)  | Fan Zhendong                  | Yuto Muramatsu                    | Hugo Calderano                    |
| Singolare femminile (dettagli) | Liu Gaoyang                   | Doo Hoi Kem                       | Lily Zhang                        |
| A squadre miste (dettagli)     | Cina Fan Zhendong Liu Gaoyang | Giappone Miyu Katō Yuto Muramatsu | Hong Kong Doo Hoi Kem Hung Ka Tak |